# Lucian Boia
Lucian Boia (Bukarest, 1944. február 2. – ) román történész, a Bukaresti Egyetem történelem karának emeritus professzora. Főbb kutatási területei pályája korai szakaszában az erdélyi románok nemzeti mozgalma és a Habsburg-monarchia népei közötti kapcsolatok, majd a román és egyetemes historiográfia a történelemkutatás elméleti és módszertani problémái, a történelem, a politika, a tudomány és a nemzeti identitás mitológiái. Román és francia nyelven publikál; műveinek fordításai megjelentek angol, német, lengyel, magyar, olasz, spanyol, kínai, orosz, japán, koreai, szlovén, szerb nyelven. Könyvei rendkívül népszerűek, egyes vélemények szerint Boia a román nemzettudat történeti vizsgálatát, Románia historigráfiáját megújító tudós, bírálói szerint viszont szemlélete tudományosan kidolgozatlan, fogalomhasználata pontatlan, történészi látószöge pedig nemzetellenes.

## Élete

### Családja és fiatalkora
Apja, Aurel Boia Dobrudzsában megtelepedett Szeben-Hegyaljai családból származik, filozófiát és szociológiát tanult, és egy ideig a parlament gyorsírója volt, utóbb gyorsíró iskolát működtetett. Anyja, Flavia Morandini, elrománosodott olasz család gyermeke, a bukaresti egyetem bölcsészkarán végzett olasz-román szakon. A család Lucian születésekor Bukarest Cotroceni negyedében lakott az anyai nagyszülőkkel együtt. A második világháború alatt Câmpulung Muscelre költöztek, az anyai nagyapa szülőhelyére, de hamarosan visszatelepültek a fővárosba. 1953-ban a szülők elváltak, a gyermek az anyánál maradt.
Lucian Boiát gyermekként magántanárok oktatták idegen nyelvekre, majd 1951–1958 között a cotroceni-i általános iskolában tanult. A Nicolae Bălcescu Líceumban 1962-ben kitűnő eredménnyel érettségizett. A Bukaresti Egyetem egyetem történelem karára első helyen vették fel. A negyedik évfolyamon karrierje érdekében belépett a Román Kommunista Pártba. Szakdolgozatát Gheorghe Cazan professzor irányításával írta Charles de Gaulle második világháború alatti angol illetve amerikai kapcsolatairól. 1967-ben évfolyamelsőként végzett, így gyakornokként az egyetemen kapott állást.

### Pályafutása
Az egyetemen tanársegédként előbb az egyetemes történelem tanszéken, majd a Románia történelme tanszéken dolgozott, ahol a historiográfiai szemináriumot vezette. 1968 novemberétől Josef Macůrek professzor segítségével fél éven át ösztöndíjasként kutatott Prágában. 1972-ben avatták doktorrá, 1977-ben adjunktussá nevezték ki. 1980-ban a Történészek Világkongresszusán az ő javaslatára alakult a Nemzetközi Historiográfiai Bizottság, melynek főtitkári, majd elnöki tisztségét töltötte be. Ezzel összefüggésben évente utazott Nyugatra, és számos kapcsolatot épített ki. 1975-ből kezdve tíz éven át az egyetem Analele Universităţii című folyóiratának szerkesztőségében is tevékenykedett. Tagja volt a történelem kari pártbizottságnak, és 1989. őszén propagandáért felelős titkárrá választották.
2018 végén vált ismertté, hogy Lucian Boia neve szerepelt a Securitate „emigrációellenes” egységének 1985-ben összeállított kapcsolati listáján; ezt követően maga a történész annyit ismert el önéletrajzának második kötetében, hogy 1973 és 1989 között néha be kellett számolnia arról, hogy kikkel találkozott, és azoknak mi a véleménye a kommunista Romániáról.
1990-ben, a forradalmat követően a diákok átvették a Bukaresti Egyetem vezetését, és a történelmi kar dékánjává javasolták, de Boia nem vállalta a megbízást. Ugyanebben az évben az egyetem professzorává nevezték ki. 1993-ban az egyetem végzős hallgatóiból és fiatal tanársegédekből álló műhely, a Centrul de Istorie a Imaginarului [Képzeletbeli Történelem Központja] alapító igazgatója lett.
2018-ban a Német Szövetségi Köztársaság Érdemrendje lovagi fokozatával, 2020-ban a Magyar Érdemrend lovagkeresztjével tüntették ki.

## Munkássága
Pályafutásának kezdetén a hagyományos román történészi szellemiségbe simulva, nacionalista-marxista klisékkel operálva foglalkozott a 19. századi erdélyi román nemzeti mozgalom múltjával. Miskolczy Ambrus szerint „olyan volt, mint a többi, meghúzta magát”. Noha 1979-ben az Egyesült Államokban megjelent International Handbook of Historical Studies: Contemporary Research and Theory című munkája még ezt a vonulatot képviselte, Demény Lajos szerint az 1970-es évek végén tett nyugati tanulmányútja változást hozott történelemszemléletébe.
Ez a változás 1989 után érett be, amikor Boia sorra jelentkezett a történelmi mítoszokat elemző, a történelemszemlélet, a román nemzeti identitás ideológiai és mitológiai vonatkozásairól, alakulásáról és működéséről szóló, széles körű ismeretséget hozó, relativista szemléletű könyveivel. Două secole de mitologie naţională [A nemzeti mitológia két évszázada] című könyve például valóban a nyugati történelemszemlélet hatását tükrözte, amelyben Ernest Gellner, Anthony D. Smith és Benedict Anderson nemzetről alkotott elméleteit alkalmazta Romániára. Istorie şi mit în conştiinţa românească [Történelem és mítosz a román köztudatban] címen 1997-ben megjelent művét Mircea Iorgulescu kritikus „a mai román kultúra első radikális és szisztematikus kritikai vizsgálatának” aposztrofálta, ami egybecsengett a kiadó hírverésével: a mű „tájékozódási pont a nemzeti történelem újradefininálásában”. Egyes vélemények szerint Lucian Boia a román történetírás megújítója, a România literară-ban megjelent kritika Boia érdeméül tudja be, hogy történelmi esszéi segítségével bonyolult problémákat képes hozzáférhetővé tenni minden művelt ember számára. Kötetei nagyon népszerűek, így például a 2012-ben megjelent De ce e România altfel? [Miért más Románia] 60 000 példányban kelt el, 2013-ban egyik műve a könyvesboltokból leggyakrabban lopott könyvek között szerepelt.
Könyvei azonban nem csak a közönségsikert és az elismerést hozták el Boia számára, de számos támadás céltáblájává is tették. Különösen heves kereszttűzbe került az első világháborúról szóló könyvében kifejtett történészi meglátása kapcsán, mely szerint Erdély korábban soha nem tartozott Romániához; ugyan a románok joggal vádolhatják a magyarokat, hogy elnyomták és hátrányosan különböztették meg őket, de azzal nem, hogy Erdélyt tőlük „rabolták el”. Ezt a véleményét egyes román szerzők hazugságnak, mégpedig Budapestet kiszolgáló hazugságnak minősítették; a könyvet kiadó Humanitas könyvesboltjánál tiltakozó akcióra is sor került. Több más pályatárs és recenzens románellenesnek, nemzetárulónak tartja Boiát, Ioan-Aurel Pop történész, a kolozsvári egyetem rektora (utóbb a Román Akadémia elnöke) pedig hozzá nem értéssel és történelemhamisítással vádolta őt, a Tribuna tárcaírója grafomán történésznek nevezte. Árnyaltabb vélemények szerint Boia „túllép egyes kliséken, de másokban részben megfeneklik”, „mítosztalanítása valójában új mítoszokat teremt”. Hasonló kifogásokkal élt Gáll Erwin és Koszta András, akik szerint Miért más Románia? és A Nyugat hanyatlása című műveinek kapcsán Boia a román nacionalizmust éppenséggel nacionalista szemlélettel és módszerrel támadja, emellett társadalomtudományi fogalomhasználata is pontatlan. A Capcanele istoriei: Elita românească între 1930 și 1950 című könyve kapcsán egy recenzió a könyvet a népszerű történelemírás és a tudományos kutatás sajátos keresztezésének tartotta, amelynek hipotéziseit a szerző csak illusztrálja, de nem bizonyítja.

### Művei
| Eredeti cím | Hely      | Kiadó                   | Év   | Magyar cím | Fordító             | Hely               | Kiadó     | Év   | Sorozat  |
| --- | --------- | ----------------------- | ---- | --- | ------------------- | ------------------ | --------- | ---- | -------- |
| Eugen Brote (1850–1912) [doktori értekezés]                                                                                           | Bucureşti | Litera                  | 1974 | |                     |                    |           |      |          |
| Evoluţia istoriografiei române [egyetemi jegyzet]                                                                                     | Bucureşti | Universității Bucureşti | 1975 | |                     |                    |           |      |          |
| Relationships between Romanians, Czechs and Slovaks (1848–1914)                                                                       | Bucureşti | Academiei RSR           | 1977 | |                     |                    |           |      |          |
| Das Jahrhundert der Marsianer: Der Planet Mars in der Science Fiction bis zur Landung der Viking-Sonden 1976 (társszerző Helga Abret) | München   | Heyne                   | 1984 | |                     |                    |           |      |          |
| Probleme de geografie istorică [egyetemi jegyzet]                                                                                     | Bucureşti | Universității Bucureşti | 1985 | |                     |                    |           |      |          |
| L'exploration imaginaire de l'espace                                                                                                  | Paris     | La Découverte           | 1987 | |                     |                    |           |      |          |
| La fin du monde | Paris     | La Découverte           | 1989 | |                     |                    |           |      |          |
| Mituri istorice româneşti | Bucureşti | Universităţii Bucureşti | 1995 | |                     |                    |           |      |          |
| Entre l'ange et la bete: le mythe de l'homme different de l'Antiquite a nos jours                                                     | Paris     | Plon                    | 1995 | |                     |                    |           |      |          |
| Miturile comunismului românesc | Bucureşti | Universităţii Bucureşti | 1995 | |                     |                    |           |      |          |
| Istorie şi mit în conştiinţa românească                                                                                               | Bucureşti | Humanitas               | 1997 | Történelem és mítosz a román köztudatban                                                                                 | András János        | Bukarest/Kolozsvár | Kriterion | 1999 | Gordiusz |
| Pour une histoire de l'imaginaire | Paris     | Les Belles Lettres      | 1998 | |                     |                    |           |      |          |
| Jocul cu trecutul: istoria între adevăr şi ficţiune                                                                                   | Bucureşti | Humanitas               | 1998 | |                     |                    |           |      |          |
| Două secole de mitologie naţională | Bucureşti | Humanitas               | 1999 | |                     |                    |           |      |          |
| La Mythologie scientifique du communisme                                                                                              | Paris     | Les Belles Lettres      | 2000 | |                     |                    |           |      |          |
| România, ţară de frontieră a Europei                                                                                                  | Bucureşti | Humanitas               | 2002 | |                     |                    |           |      |          |
| Le mythe de la démocratie | Paris     | Les Belles Lettres      | 2002 | |                     |                    |           |      |          |
| L'homme face au climat: l'imaginaire de la pluie et du beau temps                                                                     | Paris     | Les Belles Lettres      | 2004 | |                     |                    |           |      |          |
| Jules Verne: Les paradoxes d'un mythe                                                                                                 | Paris     | Les Belles Lettres      | 2005 | |                     |                    |           |      |          |
| Quand les centenaires seront jeunes: L'imaginaire de la longétivité de l'Antiquité à nos jours                                        | Paris     | Les Belles Lettres      | 2006 | |                     |                    |           |      |          |
| Napoléon III le mal-aimé | Paris     | Les Belles Lettres      | 2008 | |                     |                    |           |      |          |
| Hégémonie ou déclin de la France? La fabrication d'un mythe national                                                                  | Paris     | Les Belles Lettres      | 2009 | |                     |                    |           |      |          |
| Germanofilii: Elita intelectuală românească în anii Primului Război Mondial                                                           | Bucureşti | Humanitas               | 2009 | |                     |                    |           |      |          |
| Tragedia Germaniei 1914-1945 | Bucureşti | Humanitas               | 2010 | |                     |                    |           |      |          |
| Capcanele istoriei: Elita intelectuală românească între 1930 şi 1950                                                                  | Bucureşti | Humanitas               | 2011 | |                     |                    |           |      |          |
| De ce este Romania altfel? | Bucureşti | Humanitas               | 2012 | Miért más Románia? | Rostás-Péter István | Kolozsvár          | Koinónia  | 2013 |          |
| Sfârşitul Occidentului? Spre lumea de mâine                                                                                           | Bucureşti | Humanitas               | 2014 | A Nyugat hanyatlása | Rostás Péter-István | Kolozsvár          | Koinónia  | 2014 |          |
| Balcic: Micul paradis al României Mari                                                                                                | Bucureşti | Humanitas               | 2014 | |                     |                    |           |      |          |
| Primul Război Mondial: Controverse, paradoxuri, reinterpretări                                                                        | Bucureşti | Humanitas               | 2014 | Vesztesek és győztesek: az első világháború újraértelmezése. Erdély és a békeszerződések a román sztártörténész szemével | Tibori Szabó Zoltán | Budapest           | Cser      | 2015 |          |
| Dosarele secrete ale agentului Anton Petru Comarnescu în arhivele Securităţii                                                         | Bucureşti | Humanitas               | 2014 | |                     |                    |           |      |          |
| Suveranii României. Monarhia, o soluţie?                                                                                              | Bucureşti | Humanitas               | 2014 | |                     |                    |           |      |          |
| Cum s-a românizat România | Bucureşti | Humanitas               | 2015 | Románia elrománosodása                                                                                                   | Rostás-Péter István | Kolozsvár          | Koinónia  | 2015 |          |
| Mihai Eminescu, românul absolut. Facerea şi desfacerea unui mit                                                                       | Bucureşti | Humanitas               | 2015 | |                     |                    |           |      |          |
| Strania istorie a comunismului românesc (şi nefericitele ei consecinţe)                                                               | Bucureşti | Humanitas               | 2016 | A román kommunizmus különös története (és szerencsétlen következményei)                                                  | Vallasek Júlia      | Kolozsvár          | Koinónia  | 2017 |          |
| Un joc fără reguli. Despre imprevizibilitatea istoriei                                                                                | Bucureşti | Humanitas               | 2016 | |                     |                    |           |      |          |
| În jurul Marii Uniri de la 1918. Naţiuni, frontiere, minorităţi                                                                       | Bucureşti | Humanitas               | 2017 | Az 1918-as nagy egyesülés – Nemzetek, határok, kisebbségek                                                               | Rostás Péter-István | Kolozsvár          | Koinónia  | 2018 |          |
| De la Dacia antică la Marea Unire | Bucureşti | Humanitas               | 2018 | Az ókori Dáciától a nagy egyesülésen át a mai Romániáig                                                                  | Rostás Péter-István | Kolozsvár          | Koinónia  | 2019 |          |
| Cum am trecut prin comunism. Primul sfert de veac                                                                                     | Bucureşti | Humanitas               | 2018 | |                     |                    |           |      |          |
| Cum am trecut prin comunism. Al doilea sfert de veac                                                                                  | Bucureşti | Humanitas               | 2019 | |                     |                    |           |      |          |
| Întrebări fără răspuns (sau cu prea multe răspunsuri)                                                                                 | Bucureşti | Humanitas               | 2019 | |                     |                    |           |      |          |

## Kitüntetései
- 2015: Konstantin Jireček-emlékérem[45]
- 2018: A Német Szövetségi Köztársaság Érdemrendje(wd), az érdemkereszt lovagi fokozata[20]
- 2020: A Magyar Érdemrend lovagkeresztje[21]
- 2021: A francia Becsületrend[46]

## Fordítás
- A szócikk „Élete” szakasza részben a Lucian Boia című román Wikipédia-szócikk ezen változatának fordításán alapul. Az eredeti cikk szerkesztőit annak laptörténete sorolja fel.

### Műveiről szóló recenziók magyar nyelven
- Vogel Sándor:  Lucian Boia: Istorie și mit în conștiința românească.  Külpolitika,  IV. évf.  1. sz. (1998)   125–138. o.
- Barta János:  Lucian Boia: Történelem és mítosz a román köztudatban.  Debreceni Szemle,  VIII. évf.  1. sz. (2000)   147–150. o.
- Trencsényi Balázs:  Csontvázak a szekrényben (Lucian Boia: Történelem és mítosz a román köztudatban).  BUKSZ,  XIV. évf.  2. sz. (2002)   136–144. o.
- Jakó Klára:  Könyvismertetés – Lucian Boia: Románia, Európa határországa. tti.btk.mta.hu (2013. július 15.)  (Hozzáférés: 2020. március 6.) arch
- Lakatos Artúr:  Lucian Boia: Miért más Románia?  Somogy,  XLIV. évf.  2. sz. (2016)   93–96. o.
- Pataki Szabolcs:  „A mi igazunk, a mások bűnössége”.  Korunk,  XXVIII. évf.  6. sz. (2016. június)   113–114. o.
- Pataki Szabolcs:  Lucian Boia: În jurul Marii Uniri de la 1918. Naţiuni, frontiere, minorităţi.  Korunk,  XXIX. évf.  12. sz. (2018. december)   121–123. o.

### Interjúk magyar nyelven
- Szőcs Levente:  A múlt csapdája: Beszélgetés Lucian Boia román történésszel mítoszokról, hamisításokról és a „nemzeti projektről”.  Népszabadság (Hétvége melléklet),  LXXIII. évf.  196. sz. (2002. augusztus 22.)   2–3. o.
- „Minden a Marssal kapcsolatos kutatásommal kezdődött": Rigó Máté beszélgetése Lucian Boiával.  2000,  XXVII. évf.   (2015. június)   3–11. o.
- Magda Grădinaru:  Lucian Boia: Többet ne halljam ezt az ostobaságot a Kis Egyesüléssel. foter.ro (2018. február 23.)  (Hozzáférés: 2020. február 11.)
- Medeea Stan:  Lucian Boia: „Nálunk a börtön megúszása az országprojekt”. foter.ro (2018. december 3.)  (Hozzáférés: 2020. február 8.)
- Magda Grădinaru:  Lucian Boia: Ceauşescuról beszélgetünk, de hogyan lehetséges, hogy Dragnea maga alá gyűrhette az országot? foter.ro (2019. május 23.)  (Hozzáférés: 2020. március 6.)
- Veczán Zoltán:  Tabudöntés - Interjú Lucian Boiával.  Magyar Hírlap,   (2019. október 13.)
- Magda Grădinaru:  Lucian Boia: Nem minden román jut majd be a Paradicsomba! foter.ro (2019. október 23.)  (Hozzáférés: 2020. február 8.)